# Tom Murphy (Leichtathlet)
Thomas Joseph „Tom“ Murphy (* 21. November 1935 in Brooklyn, New York City; † 18. Juni 2025) war ein US-amerikanischer Mittelstreckenläufer, der sich auf die 800-Meter-Distanz spezialisiert hatte.

## Karriere
Tom Murphy gewann bei den Panamerikanischen Spielen 1959 in Chicago die Goldmedaille über 800 Meter. Bei den Olympischen Spielen 1960 in Rom erreichte er das Halbfinale des 800-Meter-Laufs.
1959 wurde er US-Meister über 800 Meter und 1960 US-Hallenmeister über 600 Yards.
Seine persönliche Bestzeit von 1:46,7 min stellte er am 2. Juli 1960 in Palo Alto auf.